# زولتان كوفاتش (لاعب كرة قدم مجري)
زولتان كوفاتش (بالمجرية: Kovács Zoltán)‏ (24 سبتمبر 1973 ببودابست في المجر - ) هو لاعب كرة قدم مجري في مركز الهجوم. شارك مع منتخب المجر لكرة القدم. أما مع النوادي، فقد لعب مع غيور تورنا أوزتالي ونادي أويبست ونادي باوك ونادي بودابست ونادي شاتورو ونادي شنجن وBudapesti VSC ‏ ونادي بيتش ‏.

## وصلات خارجية
- زولتان كوفاتش على موقع قاعدة بيانات كرة القدم.إي يو (الإنجليزية)
- زولتان كوفاتش على موقع بيانات كرة القدم. دي إي (الألمانية)
- زولتان كوفاتش على موقع ناشيونال فوتبول تيمز (الإنجليزية)
- زولتان كوفاتش على موقع Soccerway.com (الإنجليزية)
- زولتان كوفاتش على موقع عالم كرة القدم.نت (الإنجليزية)